# Pływanie na Letnich Igrzyskach Olimpijskich 1912 – 100 m stylem dowolnym kobiet
Wyścig 100 metrów stylem dowolnym kobiet był jedną z konkurencji pływackich rozgrywanych podczas V Igrzysk Olimpijskich w Sztokholmie. Jednocześnie było pierwszą indywidualną kobiecą konkurencją pływacką w historii igrzysk olimpijskich. Wystartowało 27 zawodniczek z ośmiu reprezentacji.
Kobiety w konkurencjach pływackich, przed igrzyskami w Sztokholmie, nigdy nie rywalizowały na arenie międzynarodowej, dlatego trudno było wskazać faworytkę do złotego medalu. Tytuł amatorskiej mistrzyni Wielkiej Brytanii w 1909, 1911 i 1912 roku wywalczyła Jennie Fletcher.  Przed igrzyskami rekord świata na 110 jardów należał do innej Brytyjki, Daisy Curwen, która 29 września 1911 roku ustanowiła go czasem 1:24,6, zaś w trakcie przygotowań olimpijskich poprawiła go w Birkenhead czasem 1:20,6.
Ekipa Australazji była reprezentowana przez Fanny Durack oraz Minę Wylie. Pierwotnie władze komitetu australijskiego  nie chciały "tracić" pieniędzy na start kobiet na igrzyskach. Ostatecznie jednak Amatorskie Towarzystwo Pływackie Nowej Południowej Walii, zezwoliło na start zawodniczek, lecz musiały one ufundować sobie transport i utrzymanie w Sztokholmie na własną rękę. Fundusze pochodziły z oszczędności Durack i pomocy rodziny i przyjaciół Wylie. W czasie długiej podróży rolę opiekunki-przyzwoitki pełniła siostra Fanny Durack, Mary.
Na rok przed igrzyskami w 1912 roku Mina Wylie była bardziej utytułowaną zawodniczką, do tego czasu nigdy nie przegrała z Fanny Durack. Lecz po zmianie stylu pływackiego z Trudgeona na kraul, Wylie nie była już w stanie rywalizować z Fanny. Przed igrzyskami Durack ustanowiła rekordy świata na 50 jardów (27,0 sekund), 100 jardów (1:06,0) i 220 jardów (2:56,0). W rundzie eliminacyjnej poprawiła rekord Cuwen na sto metrów czasem 1:19,8.
Finał należał do Durack, Wylie i Fletcher. Daisy Curwen zakwalifikowała się do finału lecz nie wystartowała z powodu ostrego zapalenia wyrostka robaczkowego. Uniemożliwiło jej to rywalizację z najgroźniejszą rywalką, Durack, która łatwo wygrała wyścig finałowy czasem 1:22,2. Kilka dni później, podczas wystawy na sztokholmskim stadionie pływackim, Durack ustanowiła nowy rekord świata na 300 metrów stylem dowolnym czasem 4:43,6. W latach 1906–1921 Australijka ustanowiła 11 rekordów świata. Planowała również obronę tytułu w Antwerpii, lecz z rywalizacji wyeliminował ją, podobnie ja Curwen, stan zapalny wyrostka. 

## Rekordy
| Rekord świata     | Daisy Curwen (GBR) | 1:20,6 | Birkenhead (GBR) | 10 czerwca 1912 |
| Rekord olimpijski | -                  | -      | -                | -               |

## Wyniki

### Eliminacje
Do zawodów przystąpiło 27 zawodniczek. Zostały podzielone na pięć biegów. Awans uzyskiwały dwie najlepsze z każdego wyścigu oraz najszybsza z zawodniczek na trzecich miejscach.
Wyścig 1
| Poz. | Zawodniczka     | Wynik  | Uwagi |
| ---- | --------------- | ------ | ----- |
| 1.   | Isabella Moore  | 1:29,8 | Q     |
| 2.   | Louise Otto     | 1:34,4 | Q     |
| 3.   | Klara Milch     | 1:37,2 |       |
| 4.   | Greta Johansson | 1:41,4 |       |
| 5.   | Tyyne Järvi     | 1:42,4 |       |
| 6.   | Aagot Normann   | DNF    |       |

Wyścig 2
| Poz. | Zawodniczka     | Wynik  | Uwagi |
| ---- | --------------- | ------ | ----- |
| 1.   | Daisy Curwen    | 1:23,6 | Q     |
| 2.   | Jennie Fletcher | 1:26,2 | Q     |
| 3.   | Berta Zahourek  | 1:38,6 |       |
| 4.   | Josefa Kellner  | 1:41,2 |       |
| 5.   | Karin Lundgren  | 1:44,8 |       |
| 6.   | Sonja Johnsson  | b. d.  |       |

Wyścig 3
| Poz. | Zawodniczka        | Wynik  | Uwagi |
| ---- | ------------------ | ------ | ----- |
| 1.   | Mina Wylie         | 1:26,8 | Q     |
| 2.   | Mary Langford      | 1:28,0 | Q     |
| 3.   | Hermine Stindt     | 1:29,2 |       |
| 4.   | Josephine Sticker  | 1:31,8 |       |
| 5.   | Claire Guttenstein | b. d.  |       |
| 6.   | Elsa Björklund     | b. d.  |       |

Wyścig 4
| Poz. | Zawodniczka     | Wynik  | Uwagi |
| ---- | --------------- | ------ | ----- |
| 1.   | Fanny Durack    | 1:19,8 | Q     |
| 2.   | Irene Steer     | 1:27,2 | Q     |
| 3.   | Wally Dressel   | 1:28,6 | q     |
| 4.   | Margarete Adler | 1:34,4 |       |
| 5.   | Greta Carlsson  | b. d.  |       |
| 6.   | Regina Kari     | b. d.  |       |

Wyścig 5
| Poz. | Zawodniczka     | Wynik  | Uwagi |
| ---- | --------------- | ------ | ----- |
| 1.   | Grete Rosenberg | 1:25,0 | Q     |
| 2.   | Annie Speirs    | 1:25,6 | Q     |
| 3.   | Vera Thulin     | 1:44,0 |       |

### Półfinały
Awans uzyskiwały dwie najlepsze z każdego wyścigu oraz najszybsza z zawodniczek na trzecich miejscach.
Curwen uzyskała awans do finału, lecz nie wystartowała w nim, z powodu zapalenia wyrostka robaczkowego. Na jej miejsce awansowała Niemka Grete Rosenberg. 
Półfinał 1
| Poz. | Zawodniczka    | Wynik  | Uwagi |
| ---- | -------------- | ------ | ----- |
| 1.   | Fanny Durack   | 1:20,2 | Q     |
| 2.   | Daisy Curwen   | 1:26,8 | Q     |
| 3.   | Annie Speirs   | 1:27,0 | q     |
| 4.   | Isabella Moore | 1:27,4 |       |
| 5.   | Mary Langford  | 1:29,2 |       |
| 6.   | Louise Otto    | 1:32,0 |       |

Półfinał 2
| Poz. | Zawodniczka     | Wynik  | Uwagi |
| ---- | --------------- | ------ | ----- |
| 1.   | Mina Wylie      | 1:27,0 | Q     |
| 2.   | Jennie Fletcher | 1:27,2 | Q     |
| 3.   | Grete Rosenberg | 1:29,2 |       |
| 4.   | Wally Dressel   | 1:34,4 |       |
| -    | Irene Steer     | DQ     |       |

### Finał
| Poz. | Zawodniczka     | Wynik  |
| ---- | --------------- | ------ |
|      | Fanny Durack    | 1:22,2 |
|      | Mina Wylie      | 1:25,4 |
|      | Jennie Fletcher | 1:27,0 |
| 4.   | Grete Rosenberg | 1:27,2 |
| 5.   | Annie Speirs    | 1:27,4 |